# Camogli
Camogli – miejscowość i gmina we Włoszech, w regionie Liguria, w prowincji Genua.
Według danych na rok 2004 gminę zamieszkiwały 5504 osoby, 611,6 os./km².

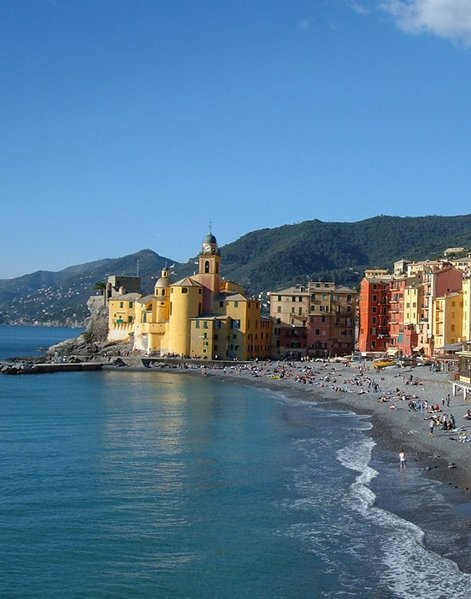
Plaża w Camogli

## Współpraca
- Tuningen, Niemcy
- Carloforte, Włochy